# Jakov Gojun
Jakov Gojun (født 18. april 1986 i Split) er en kroatisk håndboldspiller, der spiller for klubben RK Zagreb   og for det kroatiske landshold. Han benyttes stort set udelukkende i forsvaret.

## Håndboldkarriere

### Klubber
Efter at have spillet i flere mindre kroatiske klubber kom han i 2009 til landets altdominerende klub i disse år, RK Zagreb, og i sine tre sæsoner i klubben var han med til at vinde det kroatiske mesterskab og pokalturneringen alle tre år. Han kom herefter til spanske Atlético Madrid, men efter en sæson her skiftede han til franske Paris Saint-Germain, hvor han fik to sæsoner. Herpå skiftede han til tyske Füchse Berlin, hvor han fik seks sæsoner. Han var blandt andet med til at vinde VM for klubhold to gange med klubben samt Euro League i 2018. I 2021 vendte han derpå tilbage til RK Zagreb, hvor han har spillet siden.

## Landshold
Gojun var fra 2007 en del af Kroatiens landshold, og han var med til at vinde sølv ved både VM i 2009 og EM i 2010. Han blev kåret til turneringens bedste forsvarsspiller ved EM i 2010. Derpå var han med til at vinde bronze ved VM 2013 og ved EM i 2016.
Han var med på det kroatiske hold ved OL 2012 i London, hvor Kroatien vandt alle kampe i sin indledende pulje og i kvartfinalen over Tunesien, inden det blev til semifinalenederlag til Frankrig, der senere vandt finalen over Sverige, mens Kroatien vandt bronze efter sejr i kampen om tredjepladsen mod Ungarn. Han var også med ved OL 2016 i Rio de Janeiro, hvor Kroatien blev nummer fem.